# Bosau

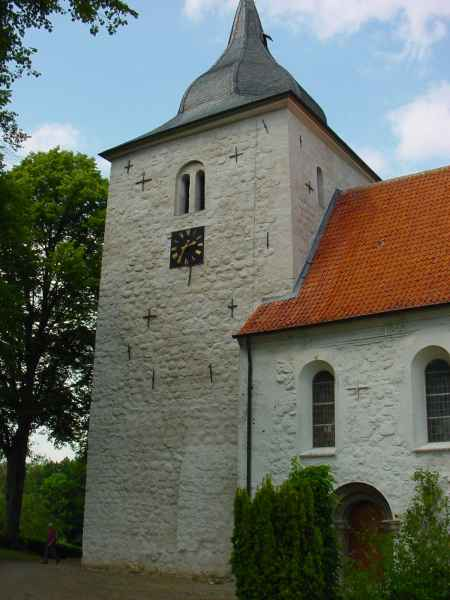
St.-Petri-Kirche

Bosau ist eine Gemeinde im Kreis Ostholstein in Schleswig-Holstein.

## Geographie

### Geographische Lage
Das Gemeindegebiet von Bosau erstreckt sich am östlichen Ufer des Großen Plöner Sees. Es liegt im Gebiet des Naturparks Holsteinische Schweiz im Bereich des Naturraums Ostholsteinisches Hügel- und Seenland, einem Teilraum des Schleswig-Holsteinischen Hügellandes. Die nördlich des Dorfs befindliche Bucht wird Bischofssee genannt. Die höchste Erhebung der Gemeinde ist mit 87,6 m der Mühlenberg beim Ortsteil Brackrade.

### Ortschaften
Im Gemeindegebiet von Bosau liegen die nachfolgend aufgeführten dörflichen Siedlungen. Neben dem für die Gemeinde namenstiftenden Kirchdorf sind es Bichel, Braak, Brackrade, Hassendorf, Hutzfeld, Kiekbusch, Kleinneudorf, Klenzau, Liensfeld, Löja, Majenfelde, Quisdorf, Thürk und Wöbs.

### Nachbargemeinden
Benachbarte Gemeindegebiete von Bosau sind:
|      | Bösdorf                                     | Eutin |
| Plön | Kompassrose, die auf Nachbargemeinden zeigt | Süsel |
|      | Seedorf, Glasau, Ahrensbök                  |       |

## Geschichte
Bosau war bereits in vorchristlicher Zeit besiedelt. Der Ortsname Bosau ist auf die wendische Bezeichnung Bozowe, die vermutlich einen Personennamen beinhaltet, zurückzuführen.  Auf der gegenüberliegenden, damals aufgrund des niedrigeren Wasserstandes deutlich größeren Halbinsel Bischofswarder befand sich im 8./9. Jahrhundert eine slawische Ringburg. Um das Jahr 980 herum wird Buzu als Hof im Besitz des Bistums Oldenburg genannt. Das Bistum ging im Zusammenhang mit dem Slawenaufstand von 983 unter. Als Vizelin, der Bischof des 1149 wieder gegründeten Bistums Oldenburg, Bosau als Stützpunkt für seine Mission nutzte, war der um 980 erwähnte Hof wohl nicht mehr vorhanden, denn Vizelin ließ auf der Insula[] quae dicitur Bozoe außer einem Vorgängerbau der Petrikirche auch Häuser errichten. Bischof Gerold von Oldenburg verlegte den Bischofssitz nach nur etwa einem Jahrzehnt nach Lübeck, wobei Bosau im Besitz des Bistums verblieb. Der Priester Helmold von Bosau, der 1156 von Bischof Gerold als Ortsgeistlicher der Bosauer Kirche eingesetzt worden war, verfasste dort zwischen 1167 und 1172 seine Slawenchronik über die Geschichte der Christianisierung von Holstein, Mecklenburg und Brandenburg.
Um 1570 ließ Herzog Johann von Schleswig-Holstein-Sonderburg den Plöner See aufstauen. Damit änderte sich die Landschaft: Bosau wurde zur Halbinsel. 1881/82 wurde der Wasserspiegel wieder abgesenkt. Dadurch tauchte ein Teil der früheren slawischen Siedlungsfläche wieder auf.
Im Jahr 1939 erwarb die Firma Hellmuth Walter KG aus Kiel Gelände am Plöner See und errichtete dort in Stadtbek ihre Werkserprobungsstelle. Hier wurden Torpedos und die Schlitzrohrschleuder erprobt. Letztgenannte war eine chemische Dampfschleuder, die bis Kriegsende Verwendung fand. Die Flugbombe Fi 103, später Vergeltungswaffe 1 bzw. V1 genannt, wurde von der Walter-Schlitzrohrschleuder (Katapult) mittels Dampfkolben mit einer Geschwindigkeit von 350 km/h in die Luft geschleudert. Der Kolben wurde ausgeklinkt und die Fi 103 flog mit eigenem Pulsoantrieb weiter. Gebäude der Erprobungsstelle, im See auf Pfählen errichtet, wurden nach dem Krieg durch die Alliierten gesprengt.

## Politik

### Gemeindevertretung
- CDU: 9
- Grüne: 3
- SPD: 4
- FDP: 1

Die Gemeindevertretung ist die kommunale Volksvertretung der Gemeinde Bosau. Über die Zusammensetzung entscheiden die Bürger alle fünf Jahre. Die letzte Kommunalwahl fand am 14. Mai 2023 statt. Diese führte bei einer Wahlbeteiligung von 54,9 % zu nebenstehender Zusammensetzung der Gemeindevertretung.

### Bürgermeister
- 1843–1851: Johann Herrmann Tellmann, parteilos
- 1945–1946: Hans Sievert
- 1946–1950: Wilhelm Wulf
- 1950–1959: Alfred Ahrens, SPD
- 1960–1984: Günter Vogel, parteilos
- 1984–2001: Joachim Herrmann, parteilos
- 2001–2019: Mario Schmidt, parteilos
- 2019–2023: Eberhard Rauch, CDU
- seit Mai 2023: Jens Arendt, CDU

### Wappen
Blasonierung: „Gespalten. Vorn in Blau ein liegender silberner stilisierter Adlerkopf am Spalt mit dem Schnabel nach oben, hinten in Rot ein aufgerichteter goldener Löwe.“
Das Wappen wurde nach dem Zweiten Weltkrieg in Ermangelung von Dienstsiegeln, die frei von nationalsozialistischen und kaiserlichen Symbolen waren, von der Gemeinde gewählt und von der britischen Militärregierung genehmigt.

### Gemeindepartnerschaft
Bosau unterhält eine Partnerschaft mit dem französischen Saujon im Département Charente-Maritime.

### Verwaltung
Obwohl Bosau im Kreis Ostholstein liegt, gehört es seit dem 1. Januar 2007 dem Amt Großer Plöner See an, dessen übrige Gemeinden zum Kreis Plön gehören. Mittelbar übt der Kreis Plön daher auch die Kommunalaufsicht über die Gemeinde aus. Seit dem 1. April 2019 verwaltet die Amtsverwaltung in Plön mit ihrer Außenstelle in Hutzfeld auch die Gemeinde Bosau. Der Amtssitz befindet sich in Plön.

## Kultur und Sehenswürdigkeiten

### St.-Petri-Kirche
Bekannt ist Bosau vor allem durch die 1151/52 erbaute St.-Petri-Kirche. Sie entstand im Rahmen der Christianisierung des slawisch besiedelten Ostholstein. Der Missionar Vicelin wurde 1149 von Heinrich dem Löwen zum Bischof von Oldenburg in Holstein ernannt und erhielt Bosau als vorläufigen Amtssitz, wo er 1151/52 eine Kirche erbauen ließ. Vicelin erlitt 1152 einen Schlaganfall und starb 1154 in Neumünster. Der Pfarrer Helmold von Bosau berichtet davon in seiner Slawenchronik.

### Regelmäßige Veranstaltungen
Seit über 40 Jahren veranstaltet die evangelisch-lutherische Kirchengemeinde Bosau die Bosauer Sommerkonzerte in der Petri-Kirche. Seit 2003 ist der Bosauer Kirchenmusiker und Organist Sergej Tcherepanov der künstlerische Leiter der Sommerkonzerte. Er hat diese Veranstaltungsreihe zu einem Musikfestival mit verschiedenen Schwerpunkten ausgestaltet: Orgelkonzerte klassischer Art, Tage der alternativen Orgelmusik Die Orgel tanzt, Konzerte, kammermusikalische, chorale und solistische Darbietungen. Seit 2008 werden die Sommerkonzerte durch einen Förderverein Freunde der Bosauer Sommerkonzerte gefördert und bei der Durchführung unterstützt.
Erstmals 2009 wurde parallel zu den Sommerkonzerten eine Internationale Sommerakademie Bosau veranstaltet, bei der über 35 Teilnehmer aus mehreren Ländern Meisterkurse in den Fächern Orgel, Cembalo, Oboe und Barockvioline belegen konnten. Initiiert und organisatorisch geleitet wird die Sommerakademie ebenfalls von S. Tcherepanov, Unterstützung findet sie vor allem bei Dozenten der Lübecker Musikhochschule. Die Sommerakademie soll in Zukunft ebenfalls in jedem Jahr im Rahmen der Sommerkonzerte stattfinden.

### Filmkulisse
Die Gemeinde war wiederholt Kulisse für Filmproduktionen.
Im Jahre 1977 drehte Wolfgang Petersen in der Stadtbeker Straße Szenen des Tatort-Kriminalfilms Reifezeugnis, der innerhalb der Reihe der Tatort-Serien Kultstatus erhielt. Der imposante Bungalow wurde 2018 zugunsten des Baus von Eigentumswohnungen abgerissen.
Der Ort wurde ebenfalls von Verantwortlichen um Regisseur Jan Harloff als Kulisse für den Thriller Das Auge der Tiefe ausgewählt.

## Wirtschaft und Infrastruktur
Bosau ist ein vom Land Schleswig-Holstein anerkannter Luftkurort.

### Verkehr
Durch das weiträumige Gemeindegebiet führen die schleswig-holsteinischen Landesstraßen 176, 184 und 306.

### Bildung
Im Ortsteil Hutzfeld besteht mit der Heinrich-Harms-Schule eine Grundschule, die 2019/20 von 98 Schülern in fünf Klassen besucht wurde. Bis 2015 war die Heinrich-Harms-Schule eine Regional- und Grundschule, wobei der Regionalschulteil aufgrund sinkender Schülerzahlen seine Eigenständigkeit aufgeben musste; sie besteht mittlerweile als Außenstelle der Eutiner Wilhelm-Wisser-Schule fort.
Dem Schulstandort Hutzfeld dienen die sogenannten Fritz-Latendorf-Hallen, die neben der 1970 eröffneten Turnhalle auch eine 2001 freigegebene Zwei-Feld-Sporthalle beherbergt.

## Persönlichkeiten

### Söhne und Töchter der Stadt
- Johann Herrmann Tellmann (1793–1851), Postbeamter und Bürgermeister von Bosau
- Hugo Süchting (1874–1916), Schachspieler
- Johann Heinrich Böhmcker (1896–1944), Bremer Bürgermeister

### Personen in Verbindung mit Bosau
- Helmold von Bosau (um 1120–nach 1177), Chronist und Pfarrer in Bosau
- Hans-Heinrich Sievert (1909–1963), Leichtathlet und Olympiateilnehmer
- Fritz Latendorf (1924–2000), Kommunal- und Landespolitiker (CDU), Sportfunktionär